# Советский (Коми)
Сове́тский (коми Сӧветскӧй) — упразднённый посёлок городского типа в муниципальном образовании «Город Воркута» Республики Коми. В 2002 году включен в состав города Воркута и исключен из учётных данных.

## История
Начали строить в 1953 году.
Название получил в 1964 году. Ближайшая шахта — Юнь-Яга. В настоящее время шахта закрыта. В 2000 году начата добыча угля открытым способом. Предприятие по добыче угля — Угольный разрез «Юньягинский».
11 января 2021 года Советский был полностью расселён и отключён от коммуникаций.

## Население
| 1970 | 1979  | 1989  | 2002  |
| ---- | ----- | ----- | ----- |
| 5773 | ↗5781 | ↘5695 | ↘2540 |